# Kesreq
Kesreq (persiska: کسرق) är en ort i Iran.   Den ligger i provinsen Nordkhorasan, i den nordöstra delen av landet, 500 km öster om huvudstaden Teheran. Kesreq ligger 1 077 meter över havet och antalet invånare är 535.
Terrängen runt Kesreq är platt åt sydväst, men åt nordost är den kuperad.Runt Kesreq är det ganska glesbefolkat, med 30 invånare per kvadratkilometer. Närmaste större samhälle är Esfarāyen, 16,9 km öster om Kesreq. Trakten runt Kesreq är ofruktbar med lite eller ingen växtlighet.